# East Grant, Bắc Dakota
East Grant là một lãnh thổ chưa tổ chức thuộc quận Grant, tiểu bang Bắc Dakota, Hoa Kỳ. Năm 2010, dân số của lãnh thổ này là 540 người.